# Yakari
Yakari – seria komiksowa dla dzieci autorstwa Szwajcarów: scenarzysty Joba (André Jobin) i rysownika Deriba (Claude de Ribaupierre). Seria ukazuje się po francusku od 1973, obecnie nakładem belgijskiego wydawnictwa Le Lombard. Po polsku ukazuje się z przerwami: w 1991 tom 1. opublikowało wydawnictwo Korona, tomy 1–4 w 2002 wydała oficyna Podsiedlik-Raniowski i S-ka, a od 2019 serię wydaje Egmont Polska. Yakari został też zaadaptowany na potrzeby serialu animowanego.

## Fabuła
Seria rozgrywa się na Dzikim Zachodzie i opowiada o przygodach małego Indianina imieniem Yakari. Pochodzący z plemienia Siuksów chłopiec marzy o zostaniu dorosłym wojownikiem. Ma też dar komunikowania się ze zwierzętami, co przysparza mu wielu kłopotów.

## Tomy
| Tom | Tytuł i rok I wydania polskiego | Tytuł i rok I wydania oryginalnego         |
| --- | ------------------------------- | ------------------------------------------ |
| 1   | Yakari i wielki orzeł (1991)    | Yakari et Grand-Aigle (1973)               |
| 2   | Yakari i biały bizon (2002)     | Yakari et le bison blanc (1976)            |
| 3   | Yakari u bobrów (2002)          | Yakari chez les Castors (1977)             |
| 4   | Yakari i Nanabozo (2004)        | Yakari et Nanabozo (1978)                  |
| 5   | Yakari i grizzly (2019)         | Yakari et le grizzly (1979)                |
| 6   | Tajemnica małego pioruna (2020) | Le secret de petit tonnerre (1981)         |
| 7   | Yakari i obcy (2020)            | L'étranger (1982)                          |
| 8   | W krainie wilków (2020)         | Au pays des loups (1983)                   |
| 9   | Więźniowie wyspy (2020)         | Les Prisonniers de l'Ile (1983)            |
| 10  | Wielka nora (2021)              | Le grand terrier (1984)                    |
| 11  | Yakari i białe futro (2021)     | La toison blanche (1985)                   |
| 12  | Yakari i kojot (2021)           | Yakari et le coyote (1986)                 |
| 13  | Yakari i władcy równin (2022)   | Yakari et les seigneurs des plaines (1987) |
| 14  | Lot kruków (2022)               | Le vol des corbeaux (1988)                 |
| 15  | Rzeka zapomnienia (2023)        | La rivière de l'oubli (1989)               |
| 16  | Pierwszy galop (2023)           | Le premier galop (1990)                    |
| 17  | Potwór z jeziora (2023)         | Le monstre du lac (1991)                   |
| 18  | Śnieżny ptak (2024)             | L'oiseau de neige (1992)                   |
| 19  | Zapora z ognia (2024)           | La barrière de feu (1993)                  |
| 20  | Demon lasu (2024)               | Le diable des bois (1994)                  |
| 21  | Yakari i białucha (2025)        | Le souffleur de nuages (1995)              |
| 22  | Gniew nieba (2025)              | La fureur du ciel (1996)                   |
| 23  | Yakari i widłorogi (2025)       | Yakari et les cornes fourchues (1997)      |
| 24  |                                 | Yakari et l'ours fantôme (1998)            |
| 25  |                                 | Le mystère de la falaise (1999)            |
| 26  |                                 | La vengeance du carcajou (2000)            |
| 27  |                                 | Yakari et longues-oreilles (2001)          |
| 28  |                                 | Le chêne qui parlait (2002)                |
| 29  |                                 | Le réveil du géant (2003)                  |
| 30  |                                 | Le marcheur de nuit (2004)                 |
| 31  |                                 | Yakari et les Appaloosas (2005)            |
| 32  |                                 | Les Griffes de l'Ours (2006)               |
| 33  |                                 | Le marais de la peur (2007)                |
| 34  |                                 | Le retour du lapin magicien (2008)         |
| 35  |                                 | L'escapade de l'ourson (2009)              |
| 36  |                                 | Le lézard de l'ombre (2011)                |
| 37  |                                 | Le mangeur d'étoiles (2012)                |
| 38  |                                 | Yakari et la tueuse des mers (2014)        |
| 39  |                                 | Le Jour du silence (2016)                  |
| 40  |                                 | L'esprit des chevaux (2019)                |
| 41  |                                 | Le fils de l'aigle (2020)                  |
| 42  |                                 | La colère de Thathanka (2022)              |